# Jamides nakamotoi
Jamides nakamotoi är en fjärilsart som beskrevs av Hayashi 1977. Jamides nakamotoi ingår i släktet Jamides och familjen juvelvingar. Inga underarter finns listade i Catalogue of Life.